# McLellan, Florida
McLellan (también McLellen) es una comunidad no incorporada, perteneciente al Condado de Santa Rosa, Florida, Estados Unidos.

## Personas destacadas
- Hank Locklin, cantante y compositor de música country, nació en McLellan.[2]